# 黄脉莓
黄脉莓（学名：Rubus xanthoneurus）为蔷薇科悬钩子属的植物，为中国的特有植物。分布于中国大陆的湖北、四川、贵州、湖南、广西、广东、福建、云南、陕西等地，生长于海拔2,000米的地区，多生长在山坡疏林阴处、生荒野、密林中或路旁沟边，目前尚未由人工引种栽培。

## 异名
- Rubus gentilianus Levl. et Vant.
- Rubus xanthoneurus Focke ex Diels var. brevipetiolatus Yu et Lu
- Rubus xanthoneurus Focke ex Diels var. glandulosus Yu et Lu